# Château de Réglois
Le château de Réglois est un édifice seigneurial au finage d'Alligny-en-Morvan dans le département de la Nièvre.

## Historique
Ce hameau de Réglois et celui tout proche de Marnay, formaient une seigneurie en toute justice, dans la mouvance du comté de Saulieu.
Le premier château de Réglois est au hameau de Marnay, au sud sur une butte aujourd'hui recouverte d'arbres qui porte le nom de Chambard. Il sert de carrière à la reconstruction du nouveau château, ainsi qu'à la construction de quelques masures au hameau de Marnay. 
D'après Lucien Charrault, ce château appartenait au XIVe siècle à Renaud de Thoisy.
Guillaume Lombard, citoyen d'Autun est seigneur de Réglois, reconnaît dans un aveu tenir en fief cette seigneurie de Guillaume II de Thurey, évêque d'Autun en 1356, ainsi que de la seigneurie de Chassagne. Il jouissait du droit de chasse, de mesure, de pêche dans les eaux de la rivière... et que sa justice s'étendait le long de cette rivière, depuis « La vieille levée de l'étang d'Alligny, vers le soleil levant, jusqu'aux prés de Goix ». Nicolas Ier de Toulon qui négligera d'en faire hommage au roi  se verra saisir la seigneurie en 1396. Simon, Richard et Jean Lombard, nobles, en donneront, dénombrement en 1402, où le premier s'exprime en ces termes : « L'an de l'Incarnation 1402, le dimanche où l'on chante dans l'église de Dieu : Judica me, je Jehan Lombard, fils d'Henri, fais reconnaissance à l'évêque d'Autun, à cause de Saulieu, de toutes les terres que je possède ès ville de Réglois, Marnay..., la mainmorte et les droits d'icelle sur tous les hommes de ladicte terre, la justice totale, le pesche, dans les eaux du Tarnin... ». Jeanne Lombard, la fille de Richard, épouse de Jean Noirot, écuyer qui en fait aveu en 1443.
En 1412, ce fief est la propriété de Renaud de Thoisy, receveur général du duc de Bourgogne et seigneur de Pensière. Le château est incendié en 1438 par les Écorcheurs et ne sera pas reconstruit.
Le chapitre d'Autun acquiert de la Maison de Clugny en 1503, une partie du fief, qu'il revend bientôt à l'évêque Philippe de Clèves.
En 1535, le terrier de cette seigneurie qui appartient au chapitre d'Autun, est dressé par Maître Pelletier, notaire à Autun.
En 1563, l'évêque Pierre III de Marcilly, le revend à Jean Quarré, dont le fils Antoine Quarré de Réglois, épouse Marguerite Raudot, fille de Pierre, seigneur de Renève.
Le nouveau château est construit à Réglois près de l'ancienne voie romaine à partir de 1602, pour Claude de Bouillard et est achevé en 1609. La devise gravée dans la pierre au-dessus de la porte de la tour est « JUNCTIS NIHIL TUTIUS ARMIS », signifiant: « Rien de sûr comme l'union armée »", et est apposée au XIXe siècle par Georges Raudot.
Gaspard Quarré, capitaine au Régiment de Senlis, fait aveu pour la moitié en 1650. Un décret des requêtes du Palais de Dijon, l'adjuge en 1659 à Pierre Quarré, écuyer, chanoine de la Sainte-Chapelle-de-Dijon. À sa mort en 1702, Réglois est saisi sur ses héritiers et vendu à Pierrette Gauthier, veuve de Jean de Clugny, lieutenant général au bailliage de Dijon. Cette dame possède l'autre moitié, qu'elle tient de son frère Jean, maître des requêtes de Bourgogne. Pierrette meurt peu de temps après, laissant ses biens à Philippe Lenet, Philippe de Lamarre, Jean Filzjan et à Etiennette de Clugny, baron de Nuits ses neveux qui vendent cette terre le 14 janvier 1714, pour 9 500 livres à François Balivet, dont le fils Claude, reprend le fief en 1763. Marie sa fille épouse en 1778, François Adelon de Chaudenay, officier du génie, et lui donne une fille, qui épouse en 1799, Jean-Auguste Raudot, qui est élu 4 fois député de l'Yonne, sous la Restauration. Il est le fils de Jean, conseiller-secrétaire du roi maison-couronne-de-France charge qui conferre le privilège de la noblesse, au premier degré. Jean Renaudot, un de ses aïeux, seigneur de Bazarne et du Coudray, est aussi conseiller-secrétaire du roi. Celui-ci laisse trois fils, Jacques l'aîné, conseiller au Parlement de Metz, est nommé Intendant de la Nouvelle-France par Louis XIV, le 1er janvier 1705.
Cette seigneurie entra dans la Maison d'Alligny que l'on trouve seigneur de Réglois, de Marnay, de La Chaux, de Gouloux, de Monbroin, d'Alligny-en-Morvand. Hugues de Fontenette épousa une des héritière de la famille d'Alligny et son fils Jean de Fontenette épousa Catherine des Potots dont la pierre tombale dans l'église d'Alligny est classée monuments historiques depuis 1913.
En 1865, le château était encore la propriété de M. Claude-Marie Raudot (1801-1879), dit Claude Réglois, écrivain, fils de Jean-Auguste, ancien représentant du peuple (député de l'Yonne), homme d'esprit, d'étude et auteur de plusieurs ouvrages historiques.
De nos jours, le château est une propriété privée et ne se visite pas.

## Limites du fief
Le fief est délimité au Nord par la « Montagne » (ou « Rochers des Quartiers ») qui ferme la vallée, à l'ouest par la rivière du Ternin, à l'est par le chemin de Saulieu à Autun, et au sud par le hameau de Goix.

## Armoiries
- Maison Raudot : « D'azur au chevron d'or, chargé de trois trèfles de sable, accompagné en chef de deux étoiles et en pointe d'un croissant de même ».

## Descriptif
Réalisé en granit et pierre de taille, recouvert en ardoises, il possède divers éléments sculptés dont une tête d'angelot ailée. il dispose d'un étage carré avec étage de comble, d'une basse cour, d'un logement dans un corps de logis avec une tour ronde en pignon, d'une écurie, d'une grange et d'un colombier.

### Iconographie
- Vue du Château de Réglois
- Louis Bernard, photos du château de Réglois, Médiathèque de l'Architecture et du Patrimoine (Saint-Cyr), cote 1996/025/0715.